# Fireworks (1947)
Fireworks ist ein wichtiger experimenteller, unabhängiger Avantgardefilm um homoerotische Phantasien von Kenneth Anger aus dem Jahr 1947, der zu einem Klassiker des Undergroundkinos wurde.

## Handlung
Der Träumer lebt seine sadomasochistischen Phantasien mit gewalttätigen Matrosen aus, welche er gleichzeitig herbeisehnt und fürchtet. Das eigentliche „Feuerwerk“ entspringt schließlich einer sich öffnenden Hose.

## Hintergrund
- Anger drehte den Film mit 17 Jahren an einem einzigen Wochenende im Haus seiner Eltern in Beverly Hills.
- Anger gilt mit dem Film Fireworks als Pionier des queeren Films. Das sieht er allerdings anders: „Das klingt nach Kino für Mädchen. Das ist doch was für Luschen. Zudem lehne ich es ab, in Schubladen und Kategorien gesteckt zu werden. Und die okkulte Dimension meines Werkes wissen die wenigsten zu lesen. Ich sehe mich als Vorreiter der Amerikanischen Avantgarde. Nicht mehr, nicht weniger.“[4]

## Kritiken
- A landmark of both experimental and gay/lesbian filmmaking, Kenneth Anger's film is a bizarre, disturbing dreamscape of violation, rape, and homoerotic sadomasochism. (Übersetzung: Als Meilenstein sowohl des experimentellen als auch des schwul-lesbischen Filmschaffens ist Kenneth Angers Film eine bizarre, verstörende Traumlandschaft von Gewalt, Vergewaltigung und homoerotischem Sado-Masochismus.) Jonathan Crow, All Movie Guide